# Cherry Pie (album)
Cherry Pie – album studyjny zespołu Warrant, wydany w 1990 nakładem wytwórni Columbia Records.

## Powstanie
W 1989 roku ukazał się premierowy album Warrant pt. Dirty Rotten Filthy Stinking Rich. Promowane w radiu i MTV wydawnictwo stało się sukcesem komercyjnym, zapewniając zespołowi sławę oraz możliwość koncertowania z takimi grupami, jak Mötley Crüe, Poison i Cinderella. Na fali popularności Warrant po zakończeniu trasy koncertowej w czerwcu 1990 roku wydawca, Columbia Records, zlecił zespołowi nagranie nowej płyty.
Podczas prac wokalista Jani Lane założył sobie przygotowanie materiału dojrzalszego w porównaniu do pierwszego albumu. Zespół zaś nagrał piosenki o nowej strukturze, to znaczy rockowe hymny z akustycznym wstępem. Gotowy materiał zespół przekazał wydawcy, sugerując także, aby nazwać album Uncle Tom’s Cabin oraz aby piosenka nosząca ten tytuł była wydana jako pierwszy singel. Mimo spowodowanego nowym materiałem entuzjazmu zespołu wydawca nie był zadowolony, zarzucając Warrant brak utworu imprezowego, zawierającego seksualne podteksty.
W odpowiedzi rozzłoszczony Lane w dwadzieścia minut napisał tekst piosenki „Cherry Pie” na odwrocie pudełka do pizzy, a następnego dnia zespół w pośpiechu nagrał demo. Utwór wywołał zadowolenie Columbii, która wydała go jako pierwszy singel oraz bez wiedzy zespołu zmieniła nazwę albumu na Cherry Pie.

## Odbiór
Album sprzedał się w ponad dwóch milionach egzemplarzy. Zajął siódme miejsce na liście Billboard 200 oraz trzynaste na liście Top 50 Albums.

## Lista utworów
Źródło: Discogs
1. „Cherry Pie” (3:20)
2. „Uncle Tom’s Cabin” (4:01)
3. „I Saw Red” (4:47)
4. „Bed Of Roses” (4:04)
5. „Sure Feels Good To Me” (2:39)
6. „Love In Stereo” (3:06)
7. „Blind Faith” (3:33)
8. „Song And Dance Man” (2:58)
9. „You're The Only Hell Your Mama Ever Raised” (3:34)
10. „Mr. Rainmaker” (3:29)
11. „Train, Train” (2:49)
12. „Ode To Tipper Gore” (0:54)